# Scrophularia auriculata
Scrophularia auriculata là một loài thực vật có hoa trong họ Huyền sâm. Loài này được L. miêu tả khoa học đầu tiên năm 1753.